# Erythrodiplax branconensis
Erythrodiplax branconensis is een libellensoort uit de familie van de korenbouten (Libellulidae), onderorde echte libellen (Anisoptera).
De wetenschappelijke naam Erythrodiplax branconensis is voor het eerst geldig gepubliceerd in 1929 door Sjöstedt.